# Со
Вижте пояснителната страница за други значения на Со.
Со (на френски: Sceaux) е град във Франция. Той е предградие (град-сателит) на Париж. Разположен е в департамент О дьо Сен на регион Ил дьо Франс, на около 10 км южно от централната част на Париж. Има жп гара, а в източните околности на града се намира парижкото летище Орли. Известен е със своите замъци. Населението му е 19 679 жители по данни от преброяването през 2007.

## История
Първите сведения за селище на територията на днешния Со са от 12 век. По това време тук възникват няколко постройки на винопроизводители. Латинското название на тези постройки е (Cellae). То дава названието Со на цялото село (първоначално Ceaux, по-късно Seaux). През 1170 г. в селото е построена часовникова кула. Първото споменаване за съществуването в Со на църква е от 1203 г. Основният поминък на жителите на Со по това време са били земеделието и винопроизводството.

## Личности, родени в Со
- Ален Делон (р. 1935), френски киноартист

## Личности, починали в Со
- Луи-Огюст, херцог дю Мен (1670 – 1736), незаконен син на Луи XIV
- Огюстен Коши (1789 – 1857), френски математик
- Симеон Дени Поасон (1781 – 1840), френски математик и физик

## Личности, свързани със Со
Семейство Пиер Кюри и Мария Склодовска-Кюри сключват брак през 1895 г. в Со, живеят известно време в града и са погребани във фамилната гробница на семейство Кюри в Со. Ирен Жолио-Кюри и Фредерик Жолио-Кюри живеят в Со и също са погребани във фамилната гробница на семейство Кюри.